# جيم تايلور
جيم تايلور (بالإنجليزية: Jim Taylor)‏ (و. 1917 – 2001 م) هو لاعب كرة قدم، وكاتب سيناريو، من المملكة المتحدة، شارك في كأس العالم 1950، يلعب كمُدَافِع، توفي في ريدنج، عن عمر يناهز 84 عاماً.

## روابط خارجية
- جيم تايلور على موقع قاعدة بيانات كرة القدم.إي يو (الإنجليزية)
- جيم تايلور على موقع ناشيونال فوتبول تيمز (الإنجليزية)
- جيم تايلور على موقع Soccerway.com (الإنجليزية)
- جيم تايلور على موقع عالم كرة القدم.نت (الإنجليزية)